# Służba kolejowa (II RP)
Służba kolejowa (II RP) – dział administracji wojskowej II RP.

## Organizacja zakładów wojsk kolejowych
Wojska kolejowe posiadały dwa zakłady wojsk kolejowych: 
Centralne Składy Kolejowe, 
Centralne Warsztaty Kolejowe.
Przewidziano również następujące zakłady:
1. Centralny Zarząd Parków i Warsztatów
Centralny Zarząd Parków i Warsztatów administrował majątkiem technicznym wojsk kolejowych.
Zadania:
- ewidencja stanu przychodu i rozchodu wyposażenia technicznego wojsk kolejowych, zarówno w oddziałach i zakładach wojsk kolejowych i poza nimi;
- kontrola nad gospodarką materiałową we wszystkich oddziałach i zakładach wojsk kolejowych;
- dysponowanie materiałami technicznymi, (na podstawie rozkazów Ministra Spraw Wojskowych);
- kontrola nad pracą w warsztatach wojsk kolejowych.

2. Park i warsztat
Skład:
- kierownictwo parku i warsztatu,
- park - przyjmował, przechowywał, konserwował i wysyłał materiały techniczne,
- warsztat - zadania z zakresu wytwarzania i naprawy wyposażenia technicznego wojsk kolejowych.

3. Samodzielne kompanie parkowe (3)
4. Samodzielna kompania warsztatowa.
Samodzielne kompanie parkowe i kompania warsztatowa za zadanie miały konserwację materiałów technicznych oraz wytwarzanie i naprawy wyposażenia 
technicznego wojsk kolejowych.

## Personel kierowniczy i zależność służbowa
1. Kierownik Centralnego Zarządu Parków i Warsztatów (na prawach dowódcy pułku) podlegał Dowódcy Okręgu Korpusu, na terenie którego zakład się znajdował. 
W zakresie fachowym i dysponowania materiałami technicznymi otrzymywał zlecenia bezpośrednio od Ministra Spraw Wojskowych (Departament Wojsk Technicznych 
- Wydział Wojsk Kolejowych).
2. Kierownik parku i warsztatu (na prawach dowódcy samodzielnego bataljonu) podlegał Dowódcy Okręgu Korpusu, na terenie którego park i warsztat się 
znajdował. W zakresie fachowym i dysponowania materiałami technicznymi otrzymywał zlecenia bezpośrednio z Centralnego Zarządu Parków i Warsztatów.
3. Kierownik parku podlegał Kierownikowi parku i warsztatu.

## Dyslokacja
Centralny Zarząd Warsztatów i Parków Wojsk Kolejowych - Kraków
Samodzielna kompania parkowa Nr 1 - Jabłonna
Samodzielna kompania parkowa Nr 2 - Jędrzejów
Samodzielna kompania parkowa Nr 3 - Przemyśl
Samodzielna kompania warsztatowa — Poznań.